# 八女伝統工芸館

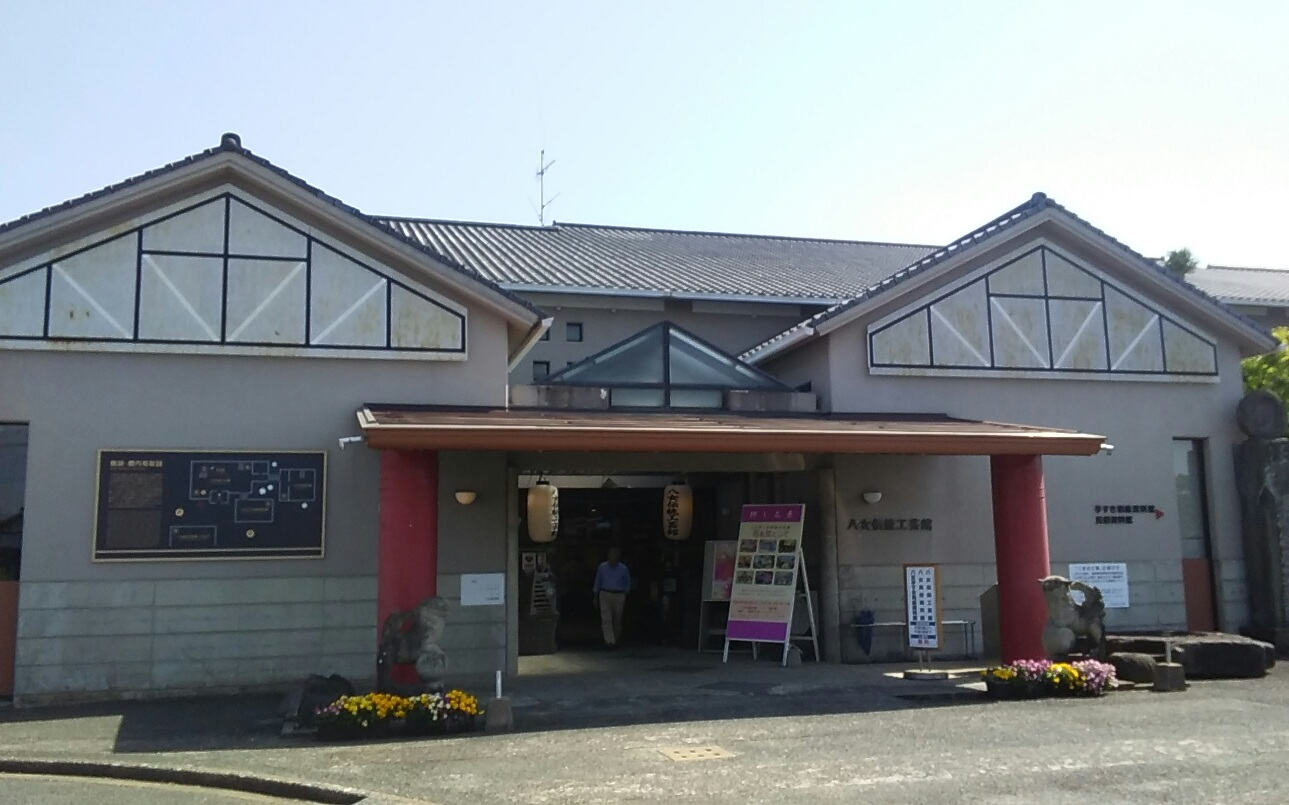
施設外観

八女伝統工芸館（やめでんとうこうげいかん）は、福岡県八女市にある伝統工芸の展示施設である。

## 概要
八女仏壇・八女提灯・八女石灯籠など八女市の伝統工芸品を展示・販売する施設であり、館内では職人による製作の実演を見学できる。高さ10.5mの巨大な石灯ろうや高さ6.5mの大型金仏壇などが見どころの1つになっている。
筑後福島駅跡の公園に近接している。敷地内には八女民俗資料館と手漉き和紙資料館が併設されており、八女福島の燈篭人形の実演見学や紙漉き体験ができる。

## 利用案内
- 所在地：福岡県八女市本町2-123-2
- 開館時間：9:00 - 17:00
- 休館日：月曜日（祝日を除く）・年末年始

## 交通アクセス
- JR九州鹿児島本線羽犬塚駅より堀川バス黒木ゆき・柴庵ゆき等に乗車し「八女学院高前」下車、徒歩11分（920m）。
- マイカーの場合、九州自動車道八女インターチェンジから約4.5㎞。
- 駐車場あり

## ギャラリー

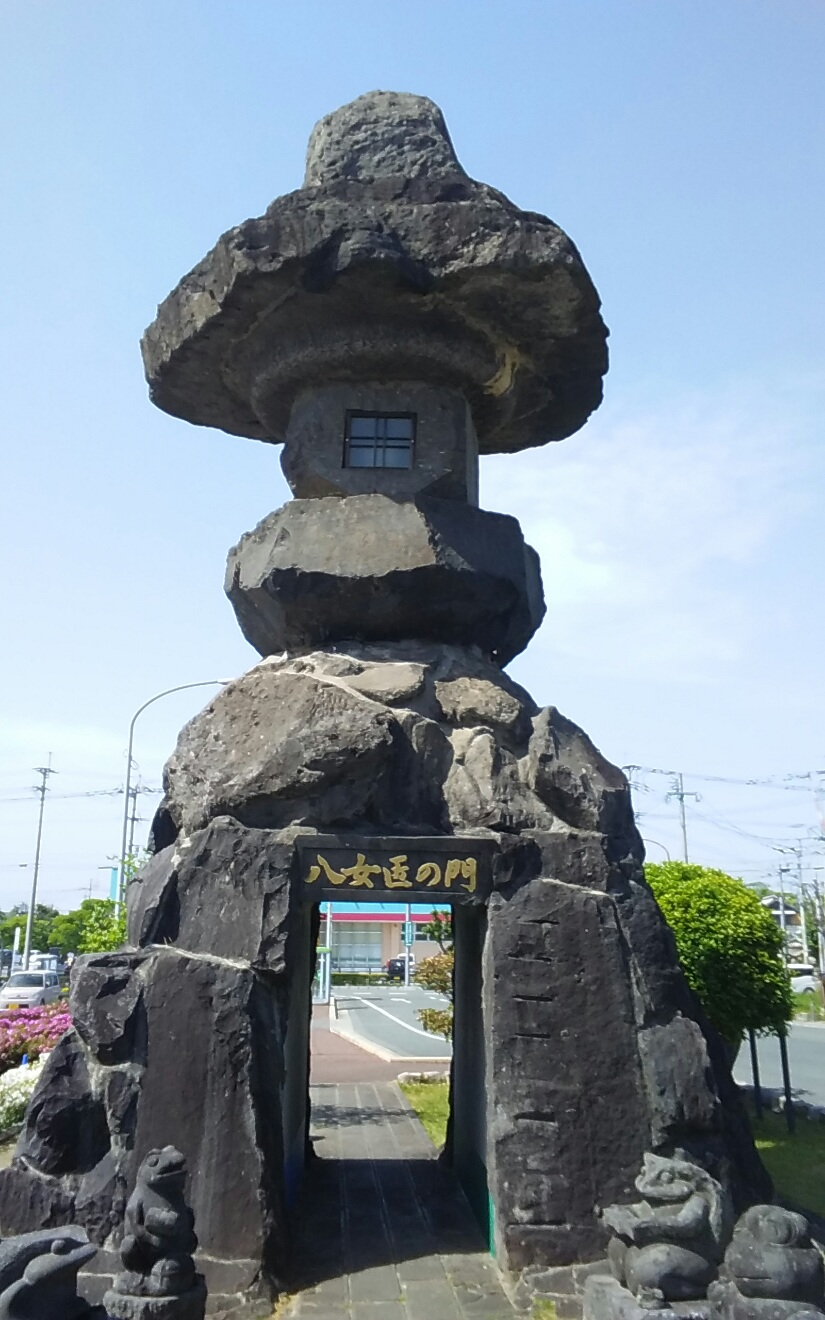
高さ10.5mの石灯籠
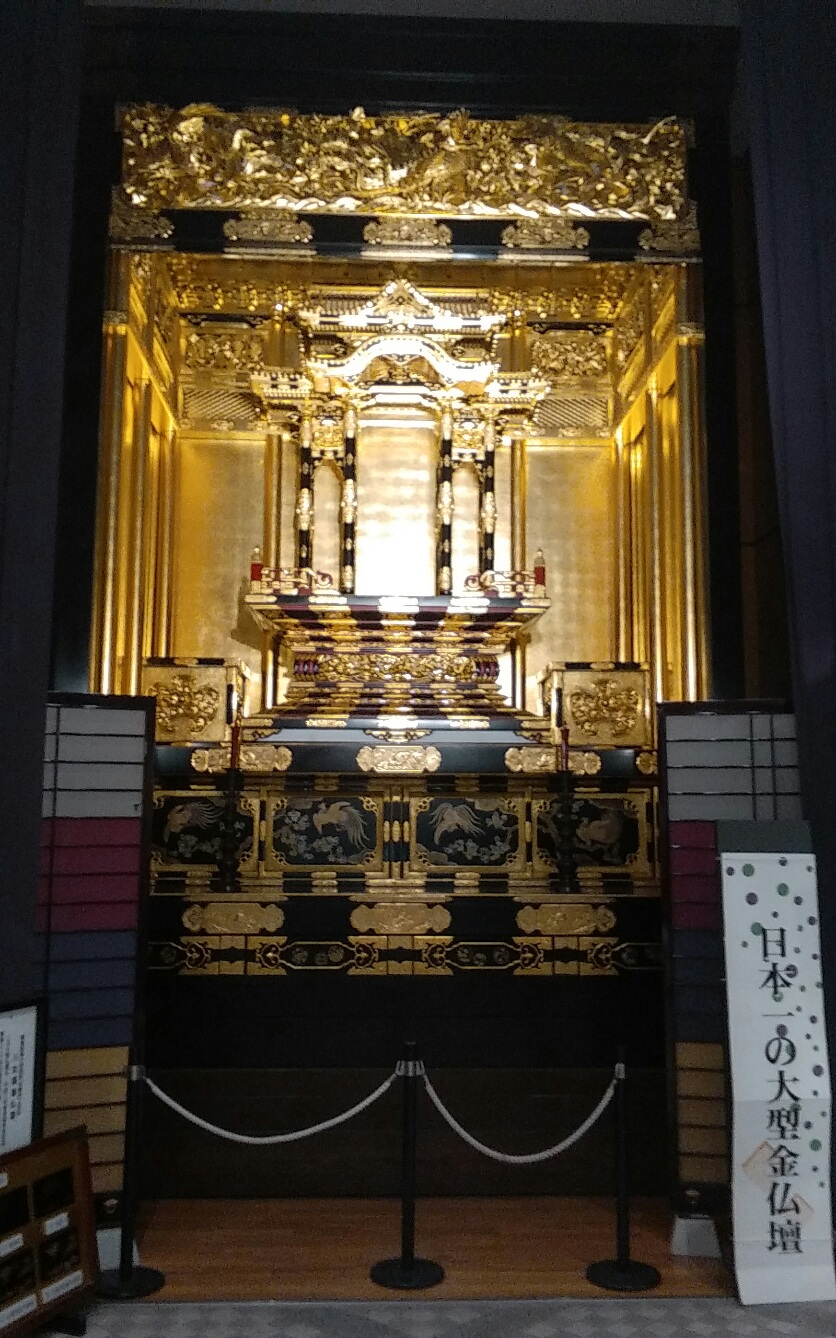
高さ6mの仏壇